# Яновицкий, Константин Феодосиевич
Константин Феодосиевич Яновицкий — советский партийный деятель, 1-й секретарь Хмельницкого промышленного обкома КПУ. Депутат Верховного Совета УССР 6-го созыва.

## Биография
Родился в крестьянской семье. С 1932 года учился в Московском энергетическом техникуме. Затем работал сменным теплотехником Чупаховского сахарного завода в Ахтырском районе Харьковской области.
В 1937—1942 годах — студент Киевского и Среднеазиатского индустриальных институтов.
С 1942 г. — в Красной армии. В 1942—1944 годах — слушатель Военной Академии бронетанковых и механизированных войск Советской армии. Участник Великой Отечественной войны. Служил командиром роты 121-го гвардейского тяжелого самоходно-артиллерийского полка 29-й гвардейской тяжелой танковой бригады 12-й гвардейской механизированной дивизии.
Член ВКП(б).
После демобилизации, в 1946—1947 годах — главный механик Наркевичской базы оборудования поставки Главсахара Каменец-Подольской области. В 1947—1949 годах — директор Наркевичской базы оборудования поставки Главсахара.
В 1949—1951 годах — заместитель главного инженера, в 1951—1956 годах — главный инженер Городоцкого сахарного завода Каменец-Подольской (Хмельницкой) области. В 1956—1957 годах — директор второго Городоцкого сахарного завода в Хмельницкой области.
В 1957—1962 годах — директор Городокского сахарного комбината Городокского района Хмельницкой области.
В 1962 — январе 1963 года — 1-й секретарь Каменец-Подольского городского комитета КПУ Хмельницкой области.
В январе 1963 — декабре 1964 года — 1-й секретарь Хмельницкого промышленного областного комитета КПУ.
В декабре 1964 — после 1968 года — секретарь Хмельницкого областного комитета КПУ.
Потом — на пенсии.

## Звание
- гвардии старший техник-лейтенант

## Награды
- орден «Знак Почета» (26.02.1958)
- орден Отечественной войны 2-й степени (6.04.1985)
- медали